# Джонсон, Эвелин
Эвелин Брайан Джонсон (англ. Evelyn Bryan Johnson; 4 ноября 1909, Корбин, Кентукки — 10 мая 2012, Морристаун, Теннесси
) — американская женщина-пилот и известный авиаинструктор.

## Биография
Эвелин Джонсон попала в Книгу рекордов Гиннесса как женщина-летчик, проведшая в воздухе больше всего времени — в общей сложности около 60 лет. Она села за штурвал в 1944 году в возрасте 36 лет и закончила свою карьеру лишь в 2006-м, когда ей исполнилось 96 лет.
В течение нескольких десятков лет работала инструктором в американских авиашколах: обучила более 3 тысяч пилотов и приняла экзамены у 9 тысяч летчиков. Коллеги-инструкторы и воспитанники Джонсон прозвали её Мамой Птицей.
Стала одной из первых женщин, получивших лицензию на полеты. По её словам, ей пришлось побывать по меньшей мере в двух авиаинцидентах, когда у самолетов отказывали двигатели, тем не менее аварий удалось избежать.